# Exocentrus fuscovitticollis
Exocentrus fuscovitticollis är en skalbaggsart som beskrevs av Stefan von Breuning 1971. Exocentrus fuscovitticollis ingår i släktet Exocentrus och familjen långhorningar. Inga underarter finns listade i Catalogue of Life.